# Vânători, Mehedinți
Vanatori là một xã thuộc hạt Mehedinți, România. Dân số thời điểm năm 2002 là 4685 người.